# AC/DC
AC/DC är ett hårdrockband från Sydney i Australien som bildades i november 1973 av bröderna Malcolm och Angus Young. Vanligtvis ses gruppen som ett bluesrock- eller hårdrockband, de anses också vara pionjärer inom heavy metal och definieras också ibland som heavy metal, själva har de alltid kallat sin musik "rock and roll".
AC/DC hade flera medlemsbyten innan man gav ut debutalbumet High Voltage den 17 februari 1975: bröderna Young var då de enda originalmedlemmarna kvar i bandet. Uppsättningen av bandet var därefter stabil tills basisten Mark Evans ersattes av Cliff Williams inför albumet Powerage 1977. Bara månader efter utgivningen av albumet Highway to Hell dog sångaren Bon Scott den 19 februari 1980 efter en natt med stor alkoholkonsumtion. De kvarvarande medlemmarna övervägde vid denna tidpunkt att upplösa bandet, men beslutade sig att fortsätta efter att ha fått stöd från Scotts föräldrar. Brian Johnson, som tidigare varit medlem i Geordie, ersatte Scott och bandet gav samma år ut albumet Back in Black – en hyllning till Scott. Albumet sköt bandet till nya höjder och är deras och hela genrens bäst säljande album.
Bandets nästa album, For Those About to Rock We Salute You, var gruppens första att bli nummer ett i USA. AC/DC minskade i popularitet strax efter trummisen Phil Rudd fått sparken 1983 och ersatts av Simon Wright, som lämnade bandet för att gå med i Dio 1989. Bandet fick ett uppsving i början av 1990 med lanseringen av The Razors Edge. Phil Rudd återvände 1994, efter att Chris Slade som var med i bandet 1989-1994 blivit ombedd att lämna till förmån för Rudd, och medverkade på albumet Ballbreaker som gavs ut året därpå. Stiff Upper Lip gavs ut 2000 och blev väl mottaget av kritiker. Albumet Black Ice släpptes den 20 oktober 2008 och var det näst mest sålda albumet samma år. Det var bandets största framgång på hitlistorna sedan For Those About to Rock, och nådde så småningom förstaplatsen på alla listor världen över. Bandets uppsättning förblev densamma – deras längsta oförändrade sättning – fram till 2014 då Malcolm Young lämnade gruppen på grund av demens. I november 2014 gav gruppen ut Rock or Bust, bandets första med Stevie Young som ersatte Malcolm. Under denna period hade Rudd juridiska problem och ersattes snart av Slade, som återvände till AC/DC efter drygt 20 år. Den 16 april 2016 meddelade AC/DC att Johnson inte längre var medlem i bandet och att Guns N' Roses frontman Axl Rose skulle hoppa in som bandets sångare för den avslutande delen av deras turné 2016. I september samma år lämnade Cliff Williams bandet. Därefter följde flera års tystnad från bandet innan det i september 2020 bekräftades att Rudd, Williams och Johnson återvänt till gruppen.
AC/DC har sålt mer än 200 miljoner skivor världen över, varav 71,5 miljoner album i USA, vilket gör dem till det tionde bästsäljande bandet i USA, samt ett av världens mest sålda band genom tiderna. Back in Black har sålt i uppskattningsvis 50 miljoner exemplar världen över, vilket gör det till det femte högst säljande albumet genom tiderna - och det tredje högst säljande albumet av ett band. I USA har albumet sålt i 22 miljoner exemplar, där det är det sjunde mest sålda album genom tiderna. 2003 blev gruppen invald i Rock and Roll Hall of Fame. På VH1:s lista över de "100 största artisterna inom hårdrock", rankades AC/DC som nummer fyra, och listades som det sjunde "bästa heavymetalbandet genom tiderna" av MTV. 2004 rankades AC/DC som nummer 72 på Rolling Stones lista över de "100 bästa artisterna genom tiderna". Producenten Rick Rubin, som skrev en essä om bandet för listan i Rolling Stone, kallade AC/DC "det bästa rock and roll-bandet genom tiderna."

## Historia

### Åren med Bon Scott

#### 1973–1976: Bakgrund, namn och tidiga år
Bröderna Malcolm, Angus, och George Young föddes i Glasgow, Skottland, och flyttade till Sydney med en större del av sin familj 1963. George var först med att lära sig att spela gitarr. Han blev medlem i The Easybeats, ett av Australiens mest framgångsrika band under 1960-talet. År 1966 blev de det första lokala rockbandet med en internationell hit, med låten "Friday on My Mind". Malcolm följde i Georges fotspår genom att spela med ett band som hette Velvet Underground (inte att förväxla med Velvet Underground från New York). Deras äldsta bror Alex Young valde att stanna kvar i Storbritannien. 1967 bildade Alexander, och spelade bas i, det Londonbaserade bandet Grapefrukt – som till en början hette "The Grapefruit" – med John Perry, Geoff Swettenham och Pete Swettenham, som alla tre tidigare varit medlemmar i Tony Rivers and the Castaways.
Malcolm och Angus Young kom på idén till bandets namn efter att deras syster, Margaret Young, sett bokstäverna "AC/DC" på en symaskin. Namnet är en förkortning av engelskans alternating current/direct current (växelström/likström). Bröderna kände att detta namn symboliserade bandets råa energidrivna musik. "AC/DC" uttalas en bokstav i taget, även om bandet vardagligt kallas "Acca Dacca" i Australien. Gruppens logo är stiliserad med en blixt som separerar "AC" och "DC" och har använts på alla studioalbum, med undantag för den internationella versionen av Dirty Deeds Done Dirt Cheap.
Malcolm och Angus Young bildade AC/DC i november 1973 och rekryterade basisten Larry Van Kriedt, sångaren Dave Evans, och trummisen Colin Burgess. Gene Pierson bokade bandet för en spelning på Bondi Lifesaver på nyårsafton, 1973. Vid denna tidpunkt hade Angus Young sin karaktäristiska utstyrsel med skolkläder. Idén kom från hans syster Margaret. Angus hade tidigare provat andra kostymer: Spindelmannen, Zorro, en gorilla, och en parodi av Stålmannen (Superman), som hette Super-Ang. I sina tidiga dagar var de flesta av medlemmarna i bandet klädda i någon form av glam eller satin, något man snart övergav då det Melbournebaserade bandet Skyhooks redan hade antagit denna stil för sina konserter. Bröderna Young kom snart fram till att Evans inte var lämplig som frontman för gruppen då de kände att han var mer av en glamrockare i stil med Gary Glitter. Evans ersattes ibland på vissa konserter av bandets första manager, Dennis Laughlin, som tidigare hade varit Daryl Braithwaites föregångare i bandet Sherbet. Evans kom inte överens med Laughlin, vilket också bidrog till en dåligt stämning mellan Evans och bandet.
I september 1974 ersattes Dave Evans av George Youngs vän Ronald Belford "Bon" Scott. Scott var en erfaren sångare och hade rekommenderats till George Young av vännen Vince Lovegrove. Likt bröderna Young hade Scott fötts i Skottland men som barn emigrerat till Australien. Bandet hade endast spelat in en singel med Evans, "Can I Sit Next To You, Girl" / "Rockin' in the Parlour"; så småningom, blev låten omskriven och återinspelad med Bon Scott och gavs ut på det australiensiska albumet T.N.T. (1975), och på den internationella versionen av High Voltage (1976).
I oktober 1974 var debutalbumet High Voltage, som endast gavs ut i Australien färdiginspelat. Det tog bara tio dagar att spela in och baserades på instrumentala låtar skrivna av bröderna Young, med texter tillagda av Scott. Inom några månader hade bandets uppsättning stabiliserats, med Scott, bröderna Young, basisten Mark Evans och trummisen Phil Rudd. Senare samma år släppte de singeln "It's a Long Way to the Top", som blivit deras perenna rockhymn. Låten återfinns på bandets andra studioalbum, T.N.T., som också endast gavs ut i Australien och Nya Zeeland. På T.N.T. finns låten "High Voltage", som var den första låten som skrivs och spelades in för albumet. Då "High Voltage" gavs ut som singel före "T.N.T." släpptes, trodde vissa fans att det var titelspåret till AC/DC:s debutalbum. Med hjälp av regelbundna tv-framträdanden på ABC:s musikshow Countdown, mellan 1974 och 1977, blev AC/DC en av de mest populära och framgångsrika akterna i Australien. Deras framträdande den 3 april 1977 var deras sista liveframträdande i TV på över 20 år.

#### 1976–1980: Internationellt genombrott och Scotts död

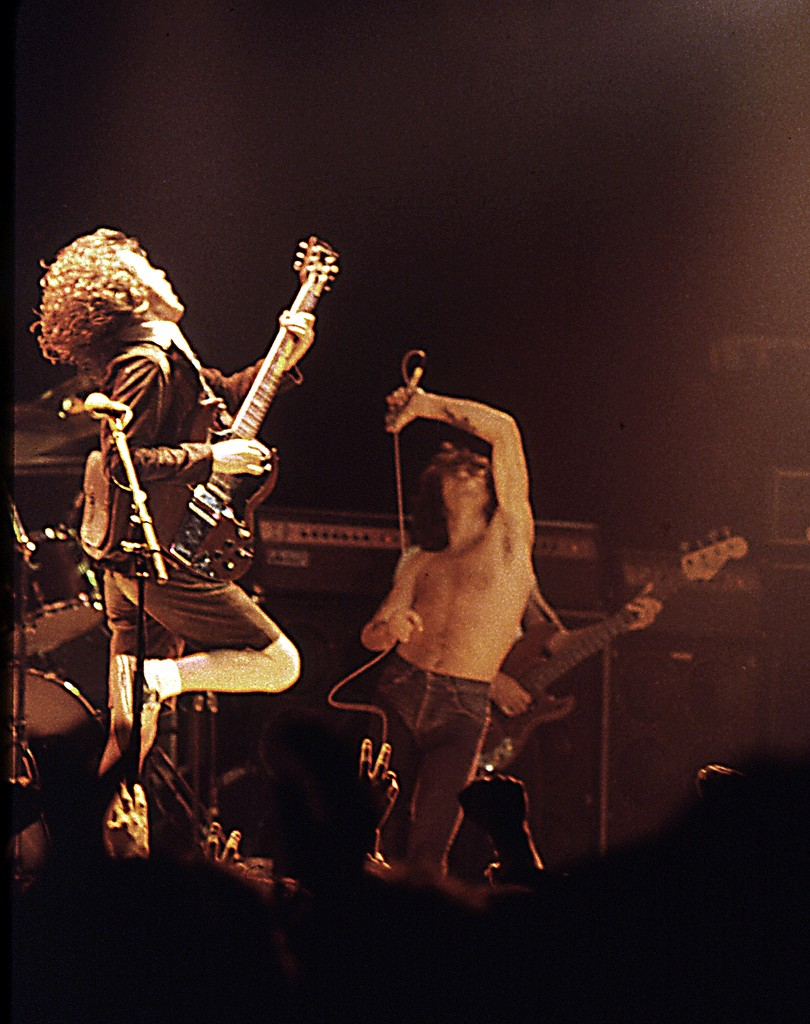
AC/DC live i Belfast 1979.

1976 undertecknade bandet ett internationellt avtal med Atlantic Records och gjorde en omfattande turné i hela Europa, inklusive deras första turné i Storbritannien – 'Lock Up Your Daughters Summer Tour' – som sponsrades av tidningen Sounds. De fick ovärderlig erfarenhet av arenakonserter då de var förband till ledande rockakter såsom Black Sabbath, Aerosmith, Kiss, Styx, UFO, och Blue Öyster Cult, samt en turné där man tillsammans med Cheap Trick var huvudakt. Gruppens första konsert i Sverige men även den första i ett icke-engelskspråkigt land ägde rum den 16 juli 1976. Bandet var pausunderhållning till dansbandet Jigs på Cortina i Halland. Gruppens första album att distribueras över hela världen gavs ut 1976. Med låtar från bandets två första studioalbum, High Voltage och T.N.T., döptes även detta album till High Voltage. Albumet, som gavs ut genom Atlantic, har sålt i över tre miljoner exemplar. De flesta av låtarna på albumet är tagna från det nyare albumet T.N.T., och bara två av låtarna är från debutalbumet. AC/DC:s nästa album Dirty Deeds Done Dirt Cheap gavs ut samma år, likt föregående album gavs det ut i två olika versioner: en för Australien, och en för övriga världen. Den internationella version av albumet innehåller bland andra låten "Rocker", som först gavs ut på T.N.T., medan den australiensiska versionen innehåller låten "Jailbreak". Dirty Deeds Done Dirt Cheap gavs inte ut i USA förrän 1981, då bandet var på höjden av sin karriär.
Efter inspelningssessionerna för Let There Be Rock, som gavs ut 1977, sparkades basisten Mark Evans då bandet hade för avsikt att hitta en basist som också kunde köra. Evans har uttalat sig om att han inte kom överens med bröderna Young som en bidragande orsak till att han fick sparken. Han ersattes av Cliff Williams. Ingen av de bröderna Young har uttalat sig om Evans avgång, men Richard Griffiths, VD för Epic Records och bokare för AC/DC i mitten av 1970-talet, kommenterade senare: "Man visste att det inte skulle hålla med Mark, han var helt enkelt en alldeles för trevlig kille." Evans biografi, DIRTY DEEDS: My Life Inside/Outside of AC/DC, som gavs ut 2011, handlar till stor del om hans tid i AC/DC. 1978 gavs Powerage ut, bandets första studioalbum med basisten Cliff Williams, och med dess hårdare riff, följde planen som fastställts med föregångaren Let There Be Rock. En singel släpptes från Powerage: "Rock 'n' Roll Damnation" / "Sin City". En konsert på Apollo Theatre, Glasgow under Powerage-turnén spelades in och gavs ut som If You Want Blood You've Got It, med låtar som "Whole Lotta Rosie", "Problem Child", och "Let There Be Rock", tillsammans med mindre kända albumspår som "Riff Raff". Powerage var det sista albumet som produceras av Harry Vanda och George Young med sång av Bon Scott, och påstås vara AC/DC:s mest underskattade album.
Det stora genombrottet i bandets karriär kom i och med deras samarbete med producenten Robert Lange på albumet Highway to Hell, som släpptes 1979. Eddie Van Halen har sagt att detta är hans favoritalbum av AC/DC, tillsammans med Powerage. Det blev bandets första album att ta sig in på topp-100 i USA, och nådde så småningom plats 17 som bäst. Albumet förde AC/DC till toppen av hårdrocksakter. Highway to Hell hade texter som gick bort från det nonchalanta och komiska, mot mer centrala rockteman och lade större vikt vid körsång samtidigt som det fortfarande innehöll AC/DC:s signatursound: höga, enkla, bultande riff. Det sista spåret, "Night Prowler", har två andetag i snabb följd i början av låten, detta gjordes för att skapa en känsla av rädsla och avsky.
1980 började bandet arbeta på ett nytt album som så småningom skulle komma att bli Back in Black, men Scott skulle inte leva för att se albumet färdigställt. Den 19 februari 1980 svimmade Scott i sin bil på väg tillbaka till sin vän Alistair Kinnears hus efter en natt av mycket alkoholkonsumtion vid klubben Music Machine i London. När han kom hem, klarade inte Kinnear av att flytta Scott från bilen till sitt hus, så han lämnade honom i bilen över natten för att sova bort berusningen. Kinnear lyckades inte väcka Scott morgonen därpå, varpå han körde honom i ilfart till Kings College Hospital i Camberwell, där Scott dödförklarades vid ankomsten. Scotts kvävdes av sina kräkningar och den officiella dödsorsaken var "akut alkoholförgiftning". Scotts familj begravde honom i Fremantle i Western Australia, det område de emigrerade till när han var ung.
Inkonsekvenser i de officiella dödsrapporterna har citerats i konspirationsteorier, vilka antyder att Scott dog av en överdos heroin, eller dödades av avgaser omdirigerade in i bilen, eller att Kinnear inte ens existerade. Scott var dessutom astmatiker och vid morgonen då han dog var temperaturen under frysgrader.

### Åren med Brian Johnson

#### 1980–1987: Storhetstid och minskad popularitet

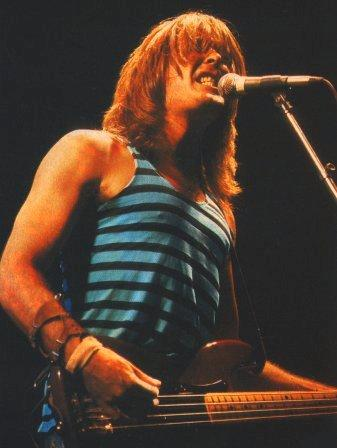
Cliff Williams live 1981.

Efter Scotts död övervägde bandet under en kort period att sluta, men uppmuntrades av Scotts föräldrar att fortsätta. Man beslöt sig för att fortsätta och började snart leta efter en ny frontman. Flera kandidater övervägdes som Scotts ersättare: Buzz Shearman, som tidigare varit medlem i Moxy, Terry Slesser som var medlem i Back Street Crawler, och Slades dåvarande sångare Noddy Holder. Man bestämdes sig till slut för Brian Johnson, som tidigare hade varit medlem i Geordie.
Angus Young sade senare: "Jag minns att första gången jag hörde talas om Brians (Johnson) namn, var det från Bon. Bon hade nämnt att han hade varit i England en gång och turnerat med ett band, och han hade nämnt att Brian hade varit med i ett band som hette Geordie och Bon hade sagt 'Brian Johnson, han var en bra rocksångare i stil med Little Richard.' Och det var Bons stora idol, Little Richard. Jag tror att när han såg Brian vid den tidpunkten, tänkte Bon: 'Han är en kille som vet vad rock and roll handlar om.' Han sade det till oss i Australien. Jag antar att när vi bestämde oss för att fortsätta, var Brian det första namnet som Malcolm och jag kom på, så vi sa att vi skulle se om vi kunde hitta honom."
Under sin audition, sjöng Johnson "Whole Lotta Rosie" från Let There Be Rock och Ike & Tina Turners "Nutbush City Limits". Johnson anställdes några dagar efter sin audition. Med Johnson avslutade bandet låtskrivandet man hade påbörjat med Scott för albumet Back in Black. Inspelningsessionerna ägde rum på Compass Point Studios i Bahamas några månader efter Scotts död. Back in Black, som producerades av Robert Lange och spelades in av Tony Platt, blev bandets mest sålda album och är ett landmärke inom hårdrocken; albumet innehåller bland andra "Hells Bells", "You Shook Me All Night Long", "Rock and Roll Ain't Noise Pollution" och titelspåret "Back in Black". Albumet nådde plats 1 i Storbritannien och blev nummer 4 i USA, där det tillbringade 131 veckor på albumlistan Billboard 200.
Uppföljaren, For Those About to Rock We Salute You, gavs ut 1981 och sålde också bra samtidigt som det blev väl mottaget av kritiker. Albumet innehåller två av gruppens mest populära singlar: "Let's Get It Up" and titelspåret, "For Those About to Rock", vilka nådde plats 13 respektive 15 på den brittiska singellistan. Titelspåret har sedan utgivningen avslutat i stort sett varje turnékonsert och många menar att det är bandets hyllning till sina fans. AC/DC avslutade därefter sitt samarbete med Lange då man 1983 gav ut Flick of the Switch, som man själva producerat i ett försök att gå tillbaka till det råa och enkla sound man hade på tidigare album.
Efter att ha haft problem med droger och alkohol, försämrades trummisen Phil Rudds vänskap med Malcolm Young och gick så småningom vidare till en fysisk konfrontation, varpå Rudd sparkades. Man tog därefter in studiomusikern Barrie James Wilson som hjälp för att slutföra inspelningarna, men hans inspelningar användes till slut inte då Rudd redan spelat in alla trumspår. Rudd ersattes av Simon Wright under sommaren 1983 efter att bandet hållit över 700 provspelningar i USA och Storbritannien. Två av de som provspelade med bandet var Simon Kirke från Free och Bad Company, och Paul Thompson som tidigare varit med i Roxy Music.
Senare samma år gav AC/DC ut det egenproducerade albumet Flick of the Switch, som inte blev lika framgångsrikt som deras tidigare album, och som ansågs vara underutvecklat och inte så minnesvärt. En kritiker uppgav att bandet "hade gjort samma album nio gånger". AC/DC röstades fram som den åttonde största besvikelsen året 1984 av tidningen Kerrang!s läsare. Flick av Switch nådde dock som bäst plats 4 på den brittiska albumlistan, och AC/DC hade mindre framgångar med singlarna "Nervous Shakedown" och "Flick of the Switch". Fly on the Wall, som produceras av bröderna Young 1985, betraktades också som oinspirerat och riktningslöst. En konceptvideo med samma namn gavs ut där bandet framförde fem av albumets tio låtar på en bar.
1986 var gruppen tillbaka på hitlistorna med låten "Who Made Who". Albumet Who Made Who var soundtracket till Stephen Kings film Maximum Overdrive, och innehöll äldre hits såsom "You Shook Me All Night Long" och "Ride On", med nyare låtar som titelspåret, och två nya instrumentala låtar "D.T." och "Chase the Ace". I februari 1988 blev AC/DC invalda in Australian Recording Industry Associations Hall of Fame.

#### 1987–2010: Nya kommersiella framgångar
Bandets elfte studioalbum, Blow Up Your Video, gavs ut 1988 och spelades in i Studio Miraval i Le Val, Frankrike, tillsammans med gruppens första producenter, Harry Vanda och George Young. Man spelade in nitton låtar och valde tio som skulle ges ut på albumet; Blow Up Your Video kritiserades dock senare för att innehålla för många utfyllnadslåtar. Trots detta var det en kommersiell framgång. Albumet har sålt i fler exemplar än de två föregående studioalbumen tillsammans, och nådde plats 2 i Storbritannien – AC/DC:s högsta placering där sedan "Back in Black" gavs ut åtta år tidigare. Albumet innehöll singeln "Heatseeker" som blev en topp 20-hit i Storbritannien och populära låtar såsom "That's the Way I Wanna Rock 'n' Roll". Turnén för albumet inleddes i februari 1988 i Perth, Australien. I april samma år, efter konserter i Europa, meddelade Malcolm Young att han tagit ledigt från turnerandet, främst för att börja återhämta sig från sin alkoholism. Han ersattes av en annan medlem i familjen Young, Stevie Young. Efter turnén lämnade Wright gruppen för att arbeta med Dio på albumet Lock up the Wolves, och ersattes av Chris Slade. Då Johnson under flera månader var otillgänglig för att slutföra sin skilsmässa, skrev bröderna Young samtliga låtar till det nästkommande albumet – något de fortsatte med tills man gav ut Black Ice 2008.
Nästa album, The Razors Edge, spelades in i Vancouver, British Columbia, Kanada, mixades av ljudteknikern Mike Fraser och producerades av Bruce Fairbairn, som tidigare arbetat med Aerosmith och Bon Jovi. Albumet gavs ut 1990 och innebar en stor comeback för bandet då det bland andra innehöll låtarna "Thunderstruck" och "Are You Ready", vilka nådde plats 5 respektive plats 16 på Billboards Mainstream Rock Chart, samt låten "Moneytalks", som blev en topp-30 hit på Billboard Hot 100. Albumet har platinacertifierats ett flertal gånger och nådde topp-10 USA. Flera konserter på den efterföljande turnén spelades in och gavs 1992 ut som AC/DC Live. Livealbumet producerades av Fairbairn, och anses vara ett av 1990-talets bästa livealbum. AC/DC var headliner på Monsters of Rock under denna turné – denna konsert gavs ut på DVD som Live at Donington. Under turnén dog tre fans under en konsert på Salt Palace i Salt Lake City, Utah i januari 1991. När konserten började, rusade fans mot scenen varpå tre personer krossades till döds och flera andra skadades. Det tog 20 minuter innan säkerhetsvakter och gruppen förstod allvaret i situationen och stoppade konserten. AC/DC gjorde upp med offrens familjer utanför domstolen. Ett år senare spelade AC/DC in "Big Gun" till soundtracket till filmen Den siste actionhjälten. Låten gavs också ut som singel och, nådde plats 1 på Mainstream Rock Charts i USA, bandets första singeletta på den listan.

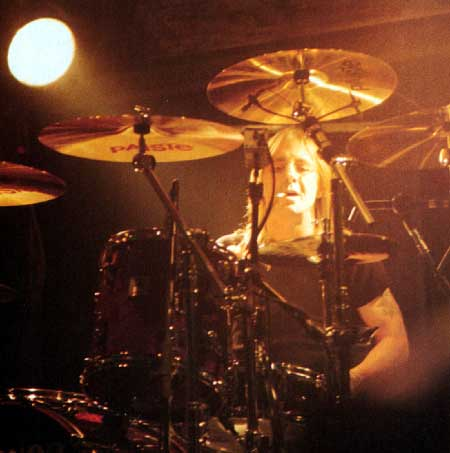
Phil Rudd live 1995.

1994 bjöd Angus och Malcolm in Rudd till flera jamsessioner. Han ersatte till slut Slade, vars avgång uppstod delvis på grund av bandets starka önskan att åter få spela med Rudd. Den återförenade uppsättningen från 1980-1983 spelade in nästa studioalbum, Ballbreaker, i Ocean Way Studios i Los Angeles tillsammans med producenten Rick Rubin. Albumet gavs ut 1995 och tre singlar gavs ut: "Hard as a Rock", "Hail Caesar" och "Cover You in Oil". 1997 gavs CD-boxen Bonfire ut. Den innehöll fyra album: en remastrad version av Back in Black, Volts (en skiva med andra tagningar, outtakes och livetagningar), samt två livealbum, Live from Atlantic Studios och Let There Be Rock: The Movie. Live from Atlantic Studios spelades in den 7 december 1977 på Atlantic Studios i New York. Let There Be Rock: The Movie är ett dubbelalbum inspelat 1979 på Pavillon de Paris och var soundtrack till filmen AC/DC: Let There Be Rock. I den amerikanska versionen av boxen ingick bland annat en dubbelsidig poster, ett klistermärke, en tillfällig tatuering, en flasköppnare, och ett plektrum.
2000 släppte bandet sitt fjortonde studioalbum, Stiff Upper Lip, som producerades av George Young på Warehouse Studio, återigen i Vancouver. Skivan togs emot bättre av kritiker än Ballbreaker men ansågs sakna nya idéer. I den australiska utgåvan av album ingick en bonusskiva med tre musikvideor och flera liveframträdanden inspelade i Madrid, Spanien 1996. Stiff Upper Lip nådde topplaceringar i fem länder, däribland Argentina och Tyskland, och nådde topp 10-placeringar i bland annat Spanien, Frankrike, Schweiz, Kanada, Portugal, Norge, USA och Ungern. Albumets första singel "Stiff Upper Lip" låg etta Mainstream Rock Chart i USA under fyra veckor. "Satellite Blues" och "Safe in New York City" nådde plats 7  respektive 31 på Mainstream Rock Tracks i USA. 2002 undertecknade AC/DC ett långt, multialbumsavtal med Sony Music, som började ge ut en rad remasterade album som en del av deras serie AC/DC-remasters. 2003 gavs samtliga studioalbum ut (förutom Ballbreaker och Stiff Upper Lip) remastrade. Ballbreaker släpptes så småningom i oktober 2005, och Stiff Upper Lip släpptes i april 2007. 2003 blev bandet också invalt i Rock and Roll Hall of Fame and Museum.
Den 30 juli 2003 spelade bandet på välgörenhetskonserten Molson Canadian Rocks for Toronto med The Rolling Stones och Rush. Konserten, som hölls inför en publik på en halv miljon människor, var avsedd att hjälpa staden att övervinna den negativa publicitet den fått från Sarsepidemin samma år. Konserten innehar rekordet för det största betalda musikevenemanget i Nordamerikas historia. Bandet listades på andra plats i över de Australiensiska underhållare som tjänat mest under 2005, och hamnade på sjätte plats 2006, trots att man varken turnerat sedan 2003 eller släppt något album sedan 2000. 2008 fick Verizon Wireless rätten att släppa samtliga av bandets album och konserten Live at Donington för nedladdning. Den 16 oktober 2007 släppte Columbia Records en dubbel och trippel DVD med titeln Plug Me In. Setet består av fem och sju timmar video, och en inspelning där AC/DC framför "School Days", "T.N.T.", "She's Got Balls" och "It's a Long Way to the Top" på en skola. Likt Family Jewels så innehåller den första skivan konserter med Bon Scott som sångare, och skivan två handlar om Brian Johnson-eran. Collector's Edition innehåller en extra DVD med ytterligare 21 framträdanden med både Scott och Johnson, samt ett antal intervjuer.

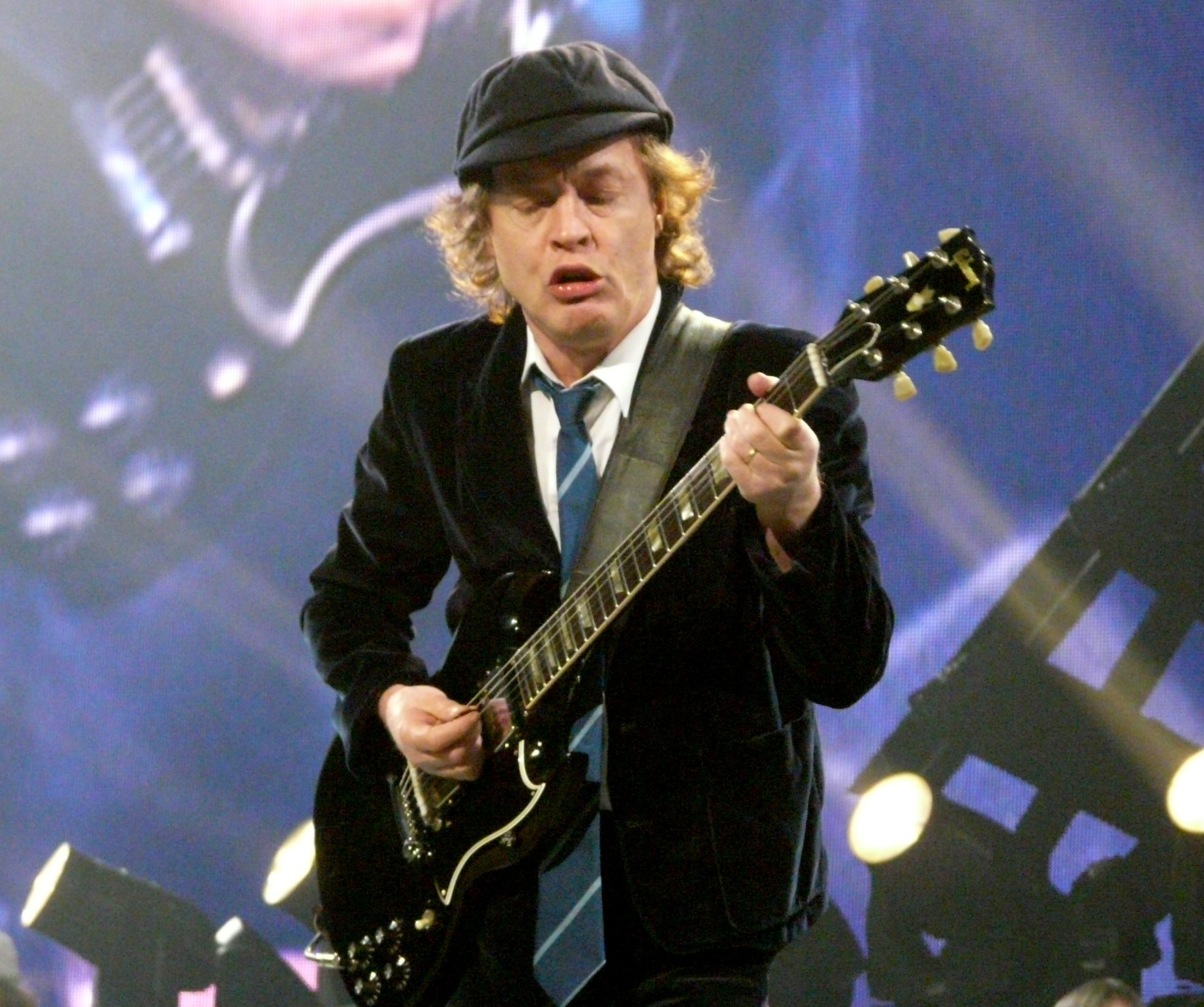
Angus Young live 2008.

Den 18 augusti 2008 meddelade Columbia Records att studioalbumet Black Ice skulle ges ut den 18 oktober i Australien, och den 20 oktober i resten av världen. Det 15-spåriga albumet var bandets första studioalbum på åtta år, producerades av Brendan O'Brien och mixades av Mike Fraser. Likt Stiff Upper Lip spelade albumet in på The Warehouse Studio i Vancouver. Albumets första singel, "Rock 'n' Roll Train", släpptes på radio den 28 augusti. Den 15 augusti spelade gruppen in en video till en låt från den nya skivan i London där ett speciellt urval av fans fick chansen att medverka i videon. Black Ice debuterade som nummer 1 på albumlistan i 29 länder och var också Columbia Records största debutalbum (sedan Nielsen Soundscan började spåra försäljningsdata för Billboard i mars 1991). Black Ice har certifierats multiplatina i åtta länder, däribland Australien, Kanada, Norge, Schweiz, Sverige, Tjeckien, Tyskland och USA. Dessutom har albumet uppnått platina i tolv andra länder (Argentina, Belgien, Danmark, Finland, Frankrike, Irland, Italien, Nya Zeeland, Singapore, Storbritannien, Ungern och Österrike) samt guldstatus i fyra länder (Brasilien, Nederländerna, Polen och Spanien). Den 18 månader långa världsturnén som följde offentliggjordes den 11 september och påbörjades den 28 oktober i Wilkes-Barre, USA.
I slutet av september 2009 fick bandet skjuta upp sex konserter då Brian Johnson genomgick en operation för magsår. Den 10 november samma år gav bandet ut Backtracks, en samling rariteter från både studio- och livesammanhang. Den 19 april 2010 släppte AC/DC Iron Man 2, soundtracket till filmen med samma namn. En månad senare headlineade man Download Festival på Donington Park, och avslutade Black Ice World Tour i Bilbao, Spanien den 28 juni 2010, på 20 månader besökte man 108 städer i över 28 länder, med en beräknad publik på över fem miljoner människor. Tre konserter från december 2009 på River Plate Stadium i Argentina gavs den 10 maj 2011 ut på DVD som Live at River Plate. En exklusiv singel från denna DVD, med låtarna "Shoot to Thrill" och "War Machine", gavs ut på Record Store Day. Under 2011 gav bandet också ut konsertfilmen AC/DC: Let There Be Rock på DVD och Blu-ray som hade biopremiär 1980.

#### 2011–2016: Malcolms död, Axl Rose och uppehåll

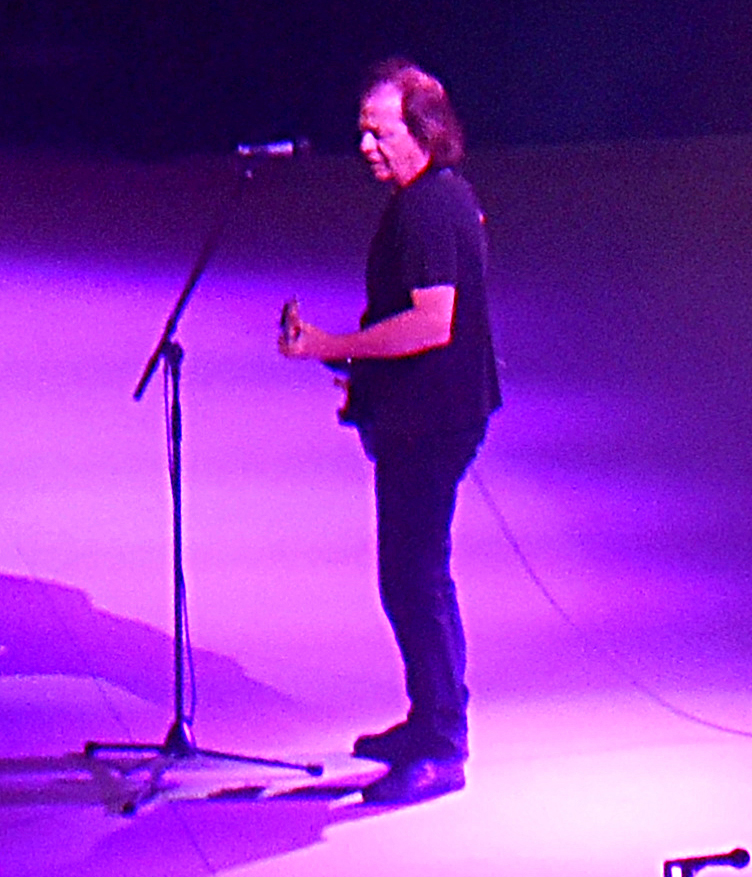
Stevie Young ersatte Malcolm Young 2014.

Angus sade i en intervju i början av maj 2011 att bandet börjat planera ytterligare en världsturné: "Nu tänker vi: 'Hur kan vi någonsin göra en bättre världsturné än Black Ice?' Men det kommer vi att göra." Den 6 maj 2011, på Hammersmith Apollo i London, England, sade Angus att det fanns planer för ett nytt studioalbum "inom de närmaste åren", vilket turnén skulle promota. I maj 2012, bekräftade Malcolm Young att bandet arbetat på en potentiell uppföljare av Black Ice. Men han varnade samtidigt för att det skulle ta längre tid än väntat, efter att sångaren Brian Johnson antytt att nytt material skulle komma att ges ut året därpå. Malcolm sade: "Ni vet hur Brian är. Han bara säger saker och går iväg. Det kommer att ta ett tag - ett år eller två i alla fall. Jag har jammat en del på vissa låtidéer, men det gör jag hela tiden, liksom resten av bandet. Vi jobbar fortfarande. Men vi hade ett långt uppehåll mellan Stiff Upper Lip och Black Ice, så jag tror att vi behöver ett par års återhämtning och arbeta lite mer på det." Den 19 november 2012 gavs Live at River Plate ut som livealbum – gruppens första på 20 år.
Som svar på tidigare rapporter om att bandet var på väg att upplösas på grund av att Malcolm Young var allvarligt sjuk och oförmögen att spela, kommenterade Brian Johnson den 16 april 2014 att AC/DC inte skulle läggas ner: "Vi ska definitivt träffas i maj i Vancouver. Vi kommer att plocka upp gitarrerna, plinka och se om någon har några låtar eller idéer. Om något händer kommer vi att spela in det." AC/DC meddelade senare i ett officiellt uttalande via deras Facebooksida att Malcolm Young skulle ta en paus från bandet på grund av hälsoproblem. Meddelandet avslutades med: "Bandet kommer att fortsätta att göra musik." I juni meddelade Johnson att AC/DC "mycket sannolikt" turnerade igen innan slutet av 2014. I juli samma år bekräftade bandet att de spelat in sitt nästa studioalbum och att Malcolms brorson, Stevie Young ersatt Malcolm under inspelningarna.
Den 29 augusti 2014 gav trummisen Phil Rudd ut sitt första soloalbum, Head Job. Samtidigt bekräftade han att AC/DC skulle ut på ytterligare en turné och att gruppen inte hade för avsikt att bryta upp: "Vi måste alla dö för att det ska sluta". Den 23 september 2014, bekräftades det att en av bandets grundare, Malcolm Young, officiellt lämnat bandet. Samtidig tillkännagavs att det nya albumet, Rock or Bust, skulle inneha elva nya låtar och ges ut den 28 november 2014 som gruppens första album någonsin utan Malcolm Young. Den 18 november 2017 meddelades det att Malcolm Young avlidit.
I november 2014 blev det känt att trummisen Phil Rudd misstänktes för stämpling till mord, innehav av metamfetamin och cannabis samt olaga hot i Nya Zeeland, där han var bosatt. Han släpptes mot borgen och misstanken om stämpling till mord lades ned, medan de andra misstankarna kvarstod. AC/DC meddelade därefter att turnén för Rock or Bust skulle fortgå, men sade inte om Rudd skulle medverka eller om han fortfarande var medlem i bandet. I en intervju den 13 november sade Angus Young att bandet haft problem med Rudd tidigare under året då man spelade in Rock or Bust, och att hans uppkomna problem överraskat bandet. Rudd hade också missat videoinspelningar och fotograferingar, och på frågan om Rudds framtid i bandet svarade Young: "Han måste reda ut detta... Just nu är det ett frågetecken. Men om vi turnerar så kommer det finnas en trummis, så att säga."

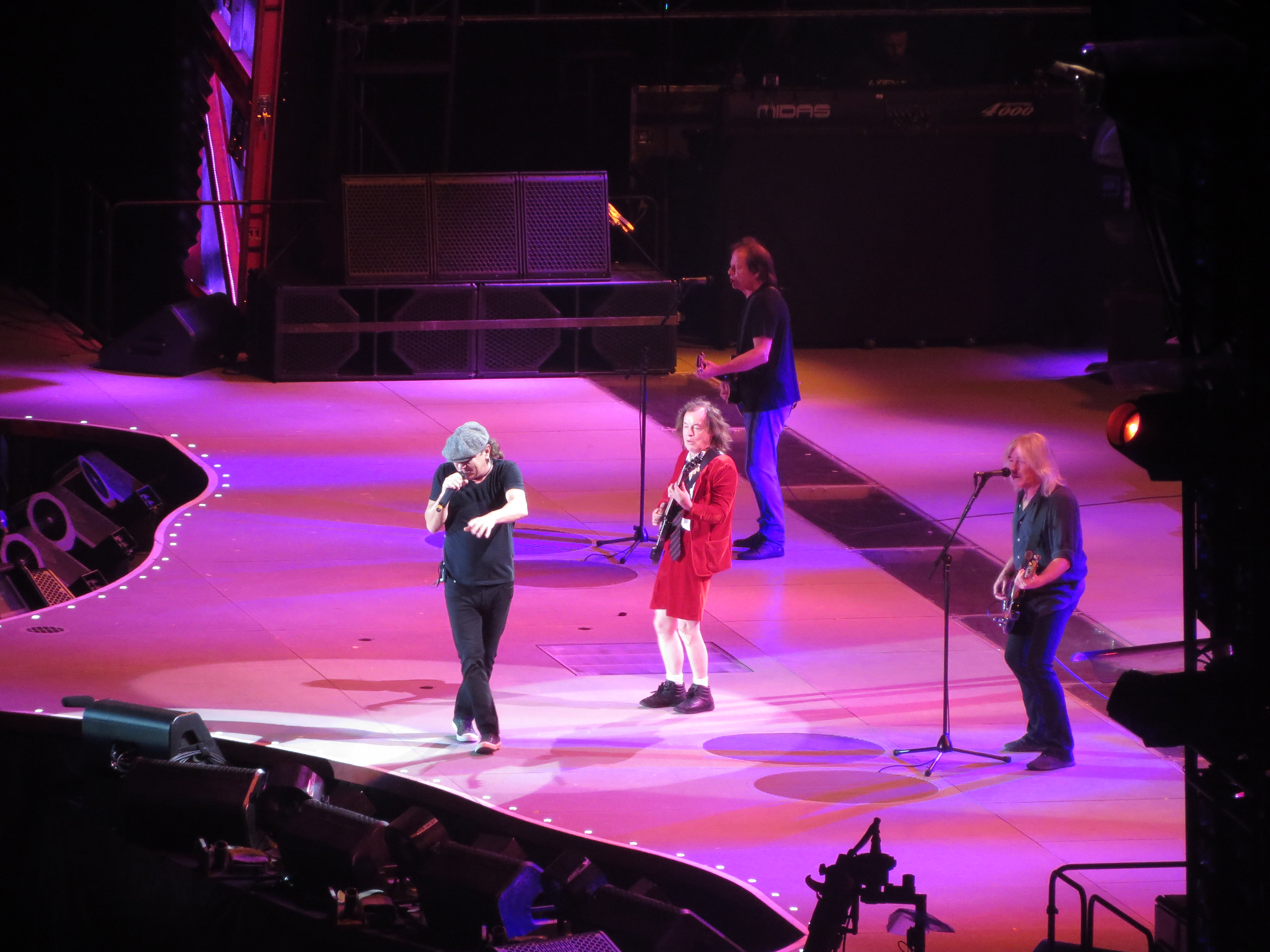
AC/DC live i Barcelona 2015.

Vid en signering, som tog vid strax innan Grammy Awards, sågs bandet tillsammans med deras förra trummis Chris Slade. Det bekräftades senare att han återvänt till bandet för att medverka på en världsturné. I april 2015 erkände sig Rudd skyldig för droganklagelserna och för att ha hotat att döda en tidigare assistent. Kort därefter togs han bort på AC/DC:s officiella webbplats som gruppens trummis, och ersattes av Slade. Den 9 juli 2015 dömdes Rudd till åtta månaders husarrest, trots hans försök att släppas utan att fällas.
Den 7 mars 2016 meddelade bandet att de sista tio konserterna av turnén för Rock or Bust skulle flyttas då Johnsons läkare beordrat honom att omedelbart sluta turnera. Johnsons hörselnedsättning hade snabbt blivit sämre och han riskerade att bli helt döv om han fortsatte turnera. De tio inställda konserterna skulle utföras "sannolikt med en gästsångare" senare under året, vilket gjorde att Johnsons framtid med bandet osäkert. Johnson angav själv senare, på The Howard Stern Show, att hans hörselnedsättning inte kom från att ha spelat med AC/DC under 36 år, utan snarare hans kärlek för biltävlingar och att han glömt att sätta i öronproppar under ett lopp, vilket gjorde att trumhinnan i hans vänstra öra gått sönder. Den 19 april 2016 gjorde Johnson ett officiellt uttalande kring sitt hälsoproblem och oförmåga att turnera. I uttalandet medgav han att han hade hörselsvårigheter men sade också att han hade för avsikt att fortsätta spela in och eventuellt återuppta turnerandet om hans hälsa förbättras tillräckligt. Han tackade också Angus Young och Cliff Williams för deras stöd under hans tid i AC/DC.
Den 16 april 2016 släppte AC/DC ett uttalande där man meddelade att Guns N' Roses frontman Axl Rose skulle ta över som bandets sångare för de resterande konserterna under 2016, och bekräftade Johnsons avgång. Uttalandet löd: "AC/DC:s bandmedlemmar vill tacka Brian Johnson för hans bidrag och engagemang för bandet genom åren. Vi önskar honom all lycka med sina hörselfrågor och framtida satsningar. Fastän vi vill att denna turné ska sluta som den började, förstår vi, respekterar och stödjer Brians beslut att sluta turnera och rädda sin hörsel. Vårt mål är att avsluta resten av vår turné för alla som har stöttat oss genom åren, och vi har turen att Axl Rose vänligt erbjudit sitt stöd för att hjälpa oss att uppfylla detta åtagande. AC/DC upptog världsturnén Rock or Bust med Axl Rose på sång."
Den 8 juli 2016 meddelade Cliff Williams att han hade för avsikt att lämna bandet efter att turnén för Rock or Bust avslutas. Han sade att det faktum att Malcolm Young, Phil Rudd och Brian Johnson inte längre var kvar i bandet var en bidragande orsak till beslutet. Vid slutet av turnén bekräftade Williams sin avgång, och han spelade sin sista konsert med AC/DC den 20 september 2016 i Philadelphia, USA.

#### Från 2018: Återförening ochPower Up
I augusti 2018 spekulerade flera källor om att både Johnson och Rudd arbetade med AC/DC igen då paret fotograferats på The Warehouse Studio i Vancouver, där bandet hade spelat in sina tre senaste studioalbum. Enligt New Musical Express arbetade AC/DC på deras nya studioalbum med gamla inspelningar av Malcolm Young från början av 2000-talet, fem år före albumet Black Ice. Bröderna Young hade skrivit hundratals låtar, varav många spelades in, och Angus hade beslutat att välja de bästa spåren från de inspelningar som Malcolm medverkade på. Vidare rapporterades det att Angus hade för avsikt att spela in och mixa låtarna med bandkamraterna Rudd, Williams och Johnson. Den 28 januari 2019 publicerade det amerikanska grindcorebandet Terrorizer en status på sin Facebooksida och citerade Johnson som hade sagt att AC/DC arbetade på ett nytt album och att han var "trött på att förneka det". Den 10 april 2019 bekräftades det av bandets långvariga ljudtekniker Mike Fraser att han har varit i studion och arbetat med bandet: "Ja, jag kan säga att vi har varit i studion och gjort något. Vad det blir av det kan jag inte diskutera ännu." När han frågades om Johnson verkligen återvänt som sångare, sade Fraser "jag tror det." Fem dagar senare insinuerade Eddie Trunk att Johnson skulle turnera med bandet – "det är typ helt klart att dessa killar ska göra en skiva. Jag har tillförlitliga källor som har sagt till mig att de absolut kommer att turnera med Brian igen."
Den 30 september 2020 bekräftades det att Johnson, Williams och Rudd återvänt till AC/DC. Dagen därpå gav AC/DC ut en kort sekvens av den nya låten "Shot in the Dark". Låten gavs ut veckan därpå, den 7 oktober. Samtidigt bekräftade bandet att man skulle komma att ge ut det nya studioalbumet Power Up den 13 november 2020.
Den 31 mars 2023 meddelade AC/DC att man skulle komma att spela sin första konsert på sju år då man tillsammans med Ozzy Osbourne agerar huvudakt på festivalen Power Trip på Empire Polo Club i Indio i USA den 7 oktober samma år.

## Stil
AC/DC har själva sett sig som "ett rock'n'roll-band, inget mer, inget mindre". Enligt Stephen Thomas Erlewine från Allmusic är de "en av de definierande akterna från 70-talets hårdrock" och reaktionära på denna periods konstrock och arenarock: "AC/DC:s rock var minimalistisk - oavsett hur enorma deras gitarrackord var, fanns det en tydlig känsla av utrymme och återhållsamhet." Enligt Alexis Petridis är deras musik "hårdkantad, elak grundläggande blues-rock" med humoristisk sexuell insinuationer och texter om rock'n'roll. Musikakademikern Robert McParland beskrev bandets sound som definieras av de tunga rockgitarrerna av bröderna Young, lager av kvintackord och kraftfull sång. "För vissa är AC/DC den ultimata heavy metal-akten", skrev Tim Jonze i The Guardian, "men för andra är AC/DC inte en heavy metal-akt alls, de är ett klassiskt rockband - och att kalla dem heavy metal är ett förräderi."
Om kontroversen om att kategorisera deras musik, skrev McParland: AC/DC kommer att hävda att de inte specifikt är ett metalband. Deras musik — hög, hård och gitarrdriven — kan bäst beskrivas som hårdrock. Men det finns människor som kommer att säga att de obestridligen är metal. Däri ligger det pågående problemet med kategorisering. Samtidigt som AC/DC har refererat till underjorden och gett sina lyssnare "Highway to Hell" och "Hell's Bells", är deras låtar rakt konstruerade med kivtackord i dur och moll. De är inte modalt utvecklade som en hel del heavy metal-kompositioner. Deras sound är högt och skarpt, inte grumligt eller nedstämt.
Enligt musikjournalisten David Marchese var den instrumentella grunden för bandets enkla sound trummisen - Rudd, Wright eller Slade - som slog bastrumman på det första och tredje slaget i varje takt, och virveltrumman på andra och fjärde slaget; basisten Williams som konsekvent spelade åttondelsnoter; Angus Young leadgitarr som hade "en tydlig arkitektur och till och med ett slags swing, på ett frenetiskt, halvdement sätt"; och Malcolm Youngs "framdrivande" men ändå nyanserade rytmgitarr med "småbitar, stamningar och tystnader som ger de monströsa riffen liv". Under större delen av Malcolm Youngs tid i AC/DC använde han ett Marshall Super Bass-huvud för att förstärka sin gitarr under studioinspelningar. Enligt Chris Gill från Guitar World hjälpte förstärkaren att definiera hans signaturton: "ren men så hög som möjligt för att rida på förstärkaren kant till distorsion och leverera den perfekta kombinationen av grind, twang, klang och crunch, utan förförstärkare med distorsion, hair, fizz eller kompression", som hörs på låtar såsom "Let There Be Rock", "Dirty Deeds", "For Those About to Rock" och "Thunderstruck". Under 1978 till 1980 använde Young emellertid ett Marshall 2203 100-watt mastervolymhuvud, vilket Gill spekulerade kan ha bidragit till en "lite mer distad och mörk" gitarrton på albumen från den perioden, inklusive Powerage och Back in Black.
Med inspelningen av Back in Black 1980 tyckte rockjournalisten Joe S. Harrington att bandet hade gått bort från den bluesorienterade rocken från deras tidigare album, och mot en mer dynamisk attack som antog punkrockens "högenergiimplikationer" och överförde sina hårdrock/heavy metal till "mer poporienterade explosioner". Bandet skulle förbli denna musikstil troget under resten av sin karriär. I en jämförelse av AC/DC:s sångare sade Robert Christgau att Bon Scott visade upp ett "karlalikt kraxande" och "charm", som ofta sjöng humoristiskt om sexuell aggression: "Som Ian Hunter eller Roger Chapman men utan deras panache, han har kul med att vara en snuskig ung man". Johnson hade, enligt hans åsikt, "tre gånger räckvidden och effekten" som sångare medan han projicerade en karaktär likt en "karl som var en fantasyhalvgud".

## Kritik
Under bandets karriär har deras låtar kritiserats som enkla, monotona och sexistiska. David Marchese från Vulture skrev att "oavsett textförfattare, om det var Scott (som var i stånd till verklig kvickhet och färgningar), Johnson eller bröderna Young, finns det en djup anspänning av misogyny i bandets produktion som går från att kännas hemskt daterad till rakt förkastlig." 1988 menade Christgau att "den brutala sanningen är att sexismen aldrig har hållit en stor rockare nere – från Muddy till Lemmy, massor av explosiv musik har objektifierat kvinnor på stötande sätt." Bandets fans har försvarat musiken genom att lyfta fram den "oanständiga humorn", samtidigt som medlemmar i bandet allmänt har avvisat påståenden om att deras låtar är sexistiska, då de hävdat att de är tänkta som skämt. I en intervju med Sylvie Simmons för Mojo kallade Angus bandet "upptågsmakare mer än någonting annat", medan Malcolm sade att "vi är inte som något machoband. Vi tar musiken mycket mer allvarligt än vi tar texterna, som bara är enkla rader." Marchese betraktade den musikaliska aspekten av Youngs låtar "tillräckligt starka för att ägna orden en funktionell eftertanke", såväl som "bedrägligt enkel, förödande effektiv och extremt lukrativ".
I boken Under My Thumb: Songs That Hate Women and the Women Who Love Them, bidrog The Guardians konstkritikern Fiona Sturges med en uppsats som utvärderade hennes kärlek till AC/DC. Samtidigt som hon erkändes sig som feminist och att bandets musik är problematisk för henne, ansåg hon att det skulle vara "dumt i motsats till skadligt" för kvinnliga lyssnare om de kan förstå att bandet är "ett gäng sexbesatta idioter med skarpa låtar och några riktigt feta riff". Trots den "obehagligt hånande kvaliteten" i "Carry Me Home", "våldtäktfantasin" i "Let Me Put My Love into You", och de generellt tvådimensionella porträtterandena av kvinnor, sade Sturges att låtar som "Whole Lotta Rosie" och "You Shook Me All Night Long" demonstrerade att de kvinnliga karaktärerna "också har det bra och, oftare än inte, är i förarplatsen i sexuella termer... det är männen som framstår som passiva och hopplösa, fulla av vördnad i närvaron av sexpartners som är mer erfarna och skickliga än dem."
Likt många band från samma era hade AC/DC problem med 1980-talets panik från allmänheten kring satanism. Denna rädsla för modern hårdrock och heavy metal ökade kraftigt i bandets fall när seriemördaren Richard Ramirez greps. Ramirez, som fått smeknamnet "Night Stalker" av media, berättade för polisen att "Night Prowler" från AC/DC:s album Highway to Hell hade fått honom att begå mord. Polisen hävdade också att Ramirez hade på sig en AC/DC-tröja och lämnade en AC/DC-hatt vid en av brottsplatserna. Anklagelser om att AC/DC var djävulsdyrkare uppstod, texten till "Night Prowler" analyserades, och vissa tidningar försökte koppla Ramirezs satanism med AC/DC:s namn och kom fram till slutsatsen att AC/DC faktiskt stod för Anti-Christ/Devil's Child (Antikrist/Djävulens barn, eller djävulens barn).

## Utmärkelser och hyllningar

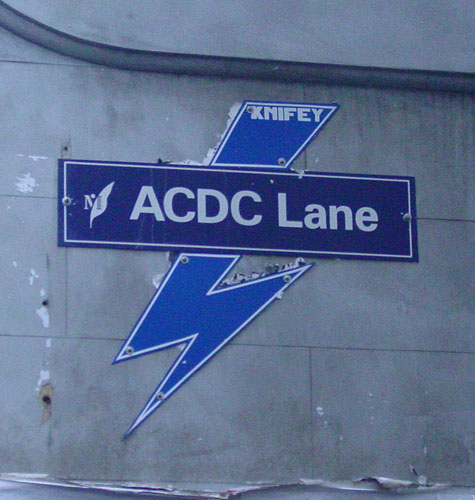
AC/DC Lane i Melbourne.

AC/DC valdes in i Rock and Roll Hall of Fame and Museum den 10 mars 2003. Under ceremonin framförde bandet "Highway to Hell" och "You Shook Me All Night Long", med värden Steven Tyler från Aerosmith som gäst. Han beskrev bandets kvintackord som "åskan underifrån som ger dig den näst mest kraftfulla våg som kan strömma genom din kropp." Under anförandetalen citerade Brian Johnson deras låt från 1977 "Let There Be Rock".
Den 22 mars 2000 döpte den spanska kommunen Leganés en gata för att hedra bandet till "Calle de AC/DC" ("AC/DC-gatan"). Malcolm och Angus deltog i invigningen tillsammans med många fans. Senare samma dag stals plattan med bandets namnet på. Denna ersattes två timmar senare och stals ytterligare en gång bara tre dagar senare. Den har sedan dess blivit stulen flera gånger, vilket tvingade kommunen att börja sälja kopior av den officiella gatuplattan.
I maj 2003 emottog bröderna Young ett Ted Albert-pris för "enastående service till australiensisk musik" vid Music Winners Awards, där Malcolm hyllade Bon Scott, som också tilldelades utmärkelsen.
Den 1 oktober 2004 döptes en central gata i Melbourne, Corporation Lane, till AC/DC Lane för att hedra bandet. Skiljetecknet förbjöds dock, så de fyra bokstäverna sitter samman. Gatan ligger nära Swanston Street där bandet spelade in sin video till låten "It's a Long Way to the Top" 1975.
2007 sålde bandet över 1,3 miljoner CD-skivor i USA trots att de då inte givit ut något nytt album sedan 2000. Dessutom fortsätter gruppens kommersiella framgångar att blomstra trots att de under många år valde att avstå från att sälja sina album i digitala onlineformat. I november 2012 blev dock hela katalogen (exklusive albumen TNT och de australiska versionerna av High Voltage, Dirty Deeds Done Dirt Cheap och Let There Be Rock) tillgängliga i iTunes Store.
2009 uppgraderade Recording Industry Association of America (RIAA) gruppens amerikanska försäljningssiffror från 69 miljoner till 71 miljoner, vilket gjorde AC/DC till det femte bäst säljande bandet i USA:s historia, och den tionde bäst säljande artisten. RIAA certifierade också Back in Black som en dubbel diamant (20 miljoner exemplar) i USA, och 2007 hade albumet sålt 22 miljoner exemplar, vilket gjorde det till det sjunde mest sålda albumet genom tiderna i USA.

## Medlemmar
| Nuvarande medlemmar - Angus Young – gitarr (1973–idag) - Phil Rudd – trummor (1975–1983, 1994–2014, 2018-idag) - Cliff Williams – bas (1977–2016, 2018–idag) - Brian Johnson – sång (1980–2016, 2018–idag) - Stevie Young – gitarr (1988 [turnémedlem], 2014–idag) | Tidigare medlemmar - Malcolm Young – gitarr (1973–2014, död 2017) - Dave Evans – sång (1973–1974) - Larry Van Kriedt – bas (1973–1974) - Colin Burgess – trummor (1973–1974) - Peter Clack – trummor (1974–1975) - Rob Bailey – bas (1974–1975) - Bon Scott – sång (1974–1980; död 1980) - Mark Evans – bas (1975–1977) - Simon Wright – trummor (1983–1989) - Chris Slade – trummor (1989–1994, 2015–2016) | Turnémusiker - Dennis Laughlin – sång (1974) - Ron Carpenter – trummor (1974) - George Young – bas (1974–1975, död 2017) - Neil Smith – bas (1974; död 2013) - Noel Taylor – trummor (1974) - Russell Coleman – trummor (1975) - Paul Matters – bas (1975) - Paul Greg – bas (1991) - Axl Rose – sång (2016) |

## Diskografi
Studioalbum
- 1975 – High Voltage
- 1975 – T.N.T.
- 1976 – High Voltage
- 1976 – Dirty Deeds Done Dirt Cheap
- 1977 – Let There Be Rock
- 1978 – Powerage
- 1979 – Highway to Hell
- 1980 – Back in Black
- 1981 – For Those About to Rock We Salute You
- 1983 – Flick of the Switch
- 1985 – Fly on the Wall
- 1988 – Blow Up Your Video
- 1990 – The Razors Edge
- 1995 – Ballbreaker
- 2000 – Stiff Upper Lip
- 2008 – Black Ice
- 2014 – Rock or Bust
- 2020 – Power Up